# Botánico (Asunción)
Botánico  es un barrio de la ciudad de Asunción, capital de la República del Paraguay.

## Características
El barrio Botánico es una de las zonas del Centro Municipal Nº 2 y se caracteriza por la presencia de pobladores que han emigrado de lugares aledaños, de zonas ribereñas y del interior del país. Los mismos ocupan terrenos tanto municipales como fiscales y propiedades privadas.
Algunos, ya cuentan con sus respectivos certificados de uso del predio municipal, otros lo están tramitando y otros no han iniciado aun ningún tipo de gestión. Los que ocupan terrenos privados y/o fiscales están gestionando ante las autoridades competentes la legalización de sus ocupaciones a través de las organizaciones vecinales.
El predio del Jardín Botánico y Zoológico ocupa gran parte del barrio Botánico, así como un destacamento militar y el predio de la Liebigs Company Limited.
El territorio restante es utilizado para viviendas.

## Límites
- Al norte: el Río Paraguay.
- Al sur: el barrio Loma Pyta y el barrio Mbocayaty.
- Al este: el barrio Zeballos Cué y el barrio Las Residentas.
- Al oeste: el barrio San Rafael y el barrio Santísima Trinidad.

El barrio Botánico tiene como limitantes al Jardín Botánico, al Río Paraguay, a la Avda. Teniente Monges y a la ruta Transchaco.

## Superficie
La superficie total es de 5.32 km².

## Hidrografía
El barrio Botánico está delimitado por el Río Paraguay y regado por el arroyo Ybyray, que configura una topografía peculiar, aislando los demás barrios que atraviesa. En los días de lluvia se desborda. 
La zona conocida cono Bañado Norte se halla constantemente amenazada por inundaciones debido al crecimiento del Río Paraguay, afectando a familias asentadas en sus orillas.

## Geografía
Situado en la ciudad de Asunción, capital del Paraguay, en el Departamento Central de la Región Oriental, dentro de la bahía del Río Paraguay, ciudad cosmopolita, donde confluyen personas de distintas regiones del país y extranjeros que la habitan, ya arraigados en ella.

## Clima
El clima subtropical, la temperatura media es de 28 °C en el verano y 17 °C en el invierno. Los vientos que predominan son del norte y sur. El promedio anual que se presenta es de precipitaciones 1700 mm.

## Vías y Medios de Comunicación
Las principales vías de comunicación son la Ruta Trans-Chaco, Coronel Bóveda, la calle Teniente Monges y la calle Epopeya Nacional.
Los canales que operan son cuatro canales de televisión abiertos y varias empresas que emiten señales por cable. Existen una conexión con veinte emisoras de radio que transmiten en frecuencias AM y FM. Cuenta con los servicios telefónicos de Copaco y los de telefonía celular, además se dispone de otros medios de comunicación y los diarios capitalinos son distribuidos a todos los lugares del barrio.

## Transporte
Las líneas de transporte que circulan por el barrio son la Línea 6, Línea 55 y la Línea 23.
Empresarios del transporte público y técnicos municipales y estatales han manifestado que la aplicación del itinerario del transporte público por el interior del barrio se ve obstaculizada por el mal estado de las calzadas, a lo que se suman la topografía irregular del terreno.

## Población
El barrio cuenta con 7.590 habitantes, de los cuales el 50% son hombres y el 50% son mujeres. La densidad de población es de 1.432 hab/km².

## Demografía
Las viviendas ocupadas son 1.590 aproximadamente, y el promedio de habitantes por cada una de ellas es de 4 personas aproximadamente. 
El 90% de las mismas cuentan con agua corriente. 
El 15% con desagüe cloacal.
El 92% con energía eléctrica.
La característica de estas viviendas especialmente de aquellas ubicadas hacia los sectores de San Antonio, San Miguel, San Blas, San Lorenzo, IPVU y Viñas Cué, es la precariedad. Sin embargo estos sectores actualmente desafectados han mejorado considerablemente. 
En materia sanitaria pese a contar con centros de asistencia hospitalaria aledaños a la zona, la cobertura de los mismos no es óptima, por lo que los pobladores se ven urgidos a solicitar la instalación de puestos de salud en sus lugares de origen que funcionan con un apoyo mínimo en cuanto a infraestructura y profesionales de la salud.
En el ámbito educativo, el 95% de niños en edad escolar (7 a 14 años) recibe educación primaria. Existen en la zona tres escuelas y un colegio público, pero carecen de equipamiento, infraestructura y docentes.
Existen también numerosos niños que no pueden acceder a la educación por falta de plazas disponibles o porque sus viviendas se encuentran a grandes distancias de los centros educativos. 
La parroquia Santísima Trinidad habilitó escuelas de jardinería popular, aprovechando los recursos humanos de la zona, brindando capacitación apoyo económico y la infraestructura necesaria.
Los pobladores son de clase baja, media baja y media y se dedican especialmente a la albañilería, hojalatería, zapatería, trabajos domésticos, pintura, mecánica, construcción, pescadería, comercio entre otros. 
La gran mayoría de la población no cuenta con una ocupación permanente por lo que tampoco percibe un ingreso fijo.

## Clima
El barrio presenta clima tropical, una temperatura media de 28 °C en el verano y 19 °C en el invierno. Vientos predominantes del norte y sur. El promedio anual de precipitaciones es de 1700 mm.

## Lugares Históricos
- El actual Museo Histórico del Jardín Botánico y Zoológico que sirviera como residencia a Don Carlos Antonio López.
- La Iglesia Santísima Trinidad que data de la misma época.
- La Escuela Solar de Artigas, que fuera cedida como vivienda por el Doctor Francia a José Gervasio Artigas en ocasión del asilo político que el mismo recibió en el Paraguay.

## Principales problemas del barrio
- El hacinamiento en que viven los pobladores es la principal problemática de este barrio gran parte del cual por otro lado es zona inundable.
- Falta de títulos de propiedad.
- Carencia de lugares de recreación.
- Falta de iluminación de calles.
- Falta de puesto de salud
- Ocupación de calles.
- Existencia de calles en mal estado.
- Falta de red cloacal y pluvial.
- Alcoholismo y patoterismo.
- Contaminación ambiental.
- Falta de muros y puentes.
- Falta de escuelas y colegios.

## Instituciones y Organizaciones existentes
Comisiones vecinales
El barrio Botánico es el que más comisiones vecinales tiene y ellas son:
- Las Mercedes.
- San Miguel.
- San Antonio.
- Jóvenes en Acción.
- Epopeya Nacional.
- Viñas Cue.
- Medalla Milagrosa.
- San Rafael.
- Pro muro San Rafael.
- Juvenil Las Mercedes.
- Vecinos del sector San Lorenzo.
- Vecinos del sector San Blás.
- Vecinos del sector San Rafael.

Los objetivos principales de las organizaciones citadas son: la regularización de terrenos municipales y fiscales ocupados, la construcción del empedrado, la construcción de muros y puentes, la conexión del sistema de desagüe cloacal, la canalización de arroyos, la habilitación de plazas infantiles, la construcción de puestos de salud, la instalación de contenedores de basuras y la promoción de actividades culturales, sociales y deportivas.

Otras
- Asociación de Golfistas “CADIESS”

## Instituciones No Gubernamentales
Religiosas Católicas
- Oratorio Caacupé.
- Oratorio San Antonio.
- Oratorio Medalla Milagrosa.
- Oratorio San Lorenzo.
- Oratorio San Blás.
- Oratorio San Miguel.

Otros
- Iglesia Mormona.

Entidades Sociales
- Asunción Golf Club.

Educativas
- Jardín de Infantes Popular de la Iglesia Santísima Trinidad.

## Instituciones Gubernamentales
Estatales
- Instituto Militar R.C.2 Caballería.
- Planta de tratamiento de agua ESSAP (ex CORPOSANA).

Educativas
- Escuela Bibiana Rodríguez.
- Escuela Popular Medalla Milagrosa.
- Escuela Artigas.
- Colegio Las Mercedes.

## Municipales
- Jardín Botánico y Zoológico.